# همپستید، دومینیکا
همپستید (به لاتین: Hampstead, Dominica) یک روستا در دومینیکا است که در پریش سنت اندرو واقع شده‌است.

## خصوصیات
همپستید ۴۹۵ نفر جمعیت دارد.